# Io, me & Irene
Io, me & Irene (Me, Myself & Irene) è un film del 2000 diretto da Peter e Bobby Farrelly con protagonisti Jim Carrey e Renée Zellweger.

## Trama
Charlie Baileygates è un agente di polizia del Rhode Island, felicemente fidanzato con Layla, la donna con cui sognava un futuro idilliaco. Tuttavia, il giorno delle nozze, Layla si ritrova attratta da un brillante autista afroamericano affetto da nanismo, che aveva aiutato gli sposi a sistemarsi nella loro nuova casa.. Nove mesi dopo, Layla dà alla luce tre gemelli, Jamal, Lee e Shonté Junior, dalla carnagione inequivocabilmente diversa dalla sua e da quella di Charlie. Nonostante l'infedeltà di Layla sia palese, Charlie preferisce ignorare la realtà e sceglie di concentrarsi sul suo amore per i bambini, coltivando l'illusione che tutto nella sua vita stia andando per il verso giusto.
Un giorno, Layla abbandona Charlie e i suoi tre figli. Charlie, abituato a reprimere ogni emozione, soffoca il dolore e la rabbia dentro di sé e cade in una profonda crisi interiore che dà vita a uno sdoppiamento della personalità. E così nasce Frank, il suo alter ego, che si manifesta solo quando è sotto pressione. Charlie e Frank, pur condividendo lo stesso corpo, sono l'uno l'opposto dell'altro: Charlie è premuroso, impacciato e ingenuamente buono; Frank, invece, è irruento, sarcastico e sempre pronto alla rissa.
Durante un posto di blocco, viene fermata una donna trentenne di nome Irene P. Waters, la quale viene successivamente portata in centrale per accertamenti in quanto risulta a suo carico una denuncia per omissione di soccorso. Nel corso dell'interrogatorio, Irene si rende conto che il suo ex fidanzato, Dickie (un uomo di malaffare), sta cercando di incastrarla al suo posto.
Dall'interrogatorio emergono molte informazioni compromettenti e, vista la presenza di infiltrati nella polizia, i due agenti che interrogano Irene vengono uccisi e lei, nascondendosi per tempo e sopravvivendo alla carneficina,  scappa da Charlie, che l'aveva accompagnata a Massena (New York) e che le aveva, inoltre, lasciato l'indirizzo della pensione in cui alloggiava.
Dopo aver riferito a Charlie quanto accaduto, i due si danno alla fuga, ma la tensione accumulata dagli ultimi eventi provoca nuove manifestazioni di Frank. Durante le varie tappe del loro viaggio, i due iniziano a conoscersi meglio e a sviluppare una certa simpatia reciproca. Incontrano un albino di nome Casper (che Frank soprannomina sarcasticamente "Mozzarella") e fuggono dalla polizia corrotta che li sta inseguendo. Con il tempo, Charlie impara a gestire le reazioni di Frank, comprendendo che solo con la forza di volontà può ottenere il controllo della situazione.
Il viaggio giunge al termine con Charlie e Irene braccati da un agente, che viene poi investito da Frank durante un'ultima sfuriata. L'ex di Irene la trova e la trascina verso un fiume con l'intento di ucciderla, ma Charlie li insegue, perdendo poi un pollice per uno sparo e tuffandosi nel fiume per salvarla, mentre il criminale viene ucciso da Casper. Tornati nel Rhode Island, Charlie chiede a Irene di sposarlo tramite una scenografia realizzata dai tre figli e da Casper.

## Colonna sonora
La colonna sonora di questo film è un vero e proprio tributo agli Steely Dan. Buona parte di brani, infatti, sono cover della band di Donald Fagen e Walter Becker.
1. Highway Patrol - Junior Brown
2. Breakout - Foo Fighters
3. Do It Again - Smash Mouth
4. Deep Inside Of You - Third Eye Blind
5. Totalimmortal - The Offspring (AFI cover)
6. The World Ain't Slowin' Down - Ellis Paul
7. Any Major Dude Will Tell You - Wilco
8. Only A Fool Would Say That - Ivy
9. Can't Find The Time To Tell You - Hootie & the Blowfish
10. Bodhisattva - Brian Setzer Orchestra
11. Bad Sneakers - The Push Stars
12. Reelin' In The Years - Marvelous 3
13. Strange Condition - Pete Yorn
14. Barrytown - Ben Folds Five
15. Razor Boy - Billy Goodrum
16. Where He Can Hide - Tom Wolfe

Oltre a queste contenute nel CD, nel film sono presenti anche le canzoni Fire Like This degli Hardknox, Hem of Your Garment dei Cake e I'd Like That degli XTC.

## Accoglienza

### Incassi
Prodotto con un budget di 51 milioni di dollari, il film debuttò al primo posto del botteghino nordamericano con un incasso di oltre 24 milioni nel suo primo weekend. Divenne un successo finanziario, incassando 90.570.999 nei soli Stati Uniti e 58.700.000	all'estero, per un totale di 149.270.999 in tutto il mondo. Il film uscì nelle sale statunitensi il 23 giugno 2000 e in italia l’8 settembre dello stesso anno

### Critica
Il film ricevette critiche miste. Il sito Rotten Tomatoes gli ha dato una valutazione pari a 48% basandosi su 101 recensioni, con un punteggio medio di 5.0/10. Il consenso recita: "Nonostante le capacità comiche di Jim Carrey strappino qualche risata, Io, me & Irene manda avanti una trama stanca e insoddisfacente". Su Metacritic ha invece un punteggio di 49 basato su 35 recensioni.

## Riconoscimenti
- 2001 - MTV Movie Awards
  - Nomination Miglior performance comica a Jim Carrey
- 2001 - Blockbuster Entertainment Awards
  - Nomination Miglior attore in un film commedia/romantico a Jim Carrey
  - Nomination Miglior attrice in un film commedia/romantico a Renée Zellweger
  - Nomination Miglior attore non protagonista in un film commedia/romantico a Michael Bowman
- 2000 - Teen Choice Awards
  - Disastro dell'estate a Jim Carrey
- 2001 - Taurus World Stunt Awards
  - Miglior lavoro con un veicolo a Denney Pierce